# Dún Chaoin
Dún Chaoin (in inglese Dunquin) è un villaggio del contea del Kerry, situato nella penisola di Dingle. Il villaggio confina con Baile an Fheirtéaraigh a nord-est e con Ceann Trá a sud-est. Dún Chaoin è situato nel cuore della Gaeltacht, e la lingua irlandese viene largamente parlata nel villaggio. 
L'arcipelago delle isole Blasket è situato poco al largo di Dún Chaoin. Le Blasket sono disabitate dal 1953 ma un grande museo dedicato alla loro cultura e letteratura è situato a Dún Chaoin.